# Balama (Mozambique)
 (novembre 2022).
Balama est une ville du district de Balama dans la province de Cabo Delgado au nord du Mozambique. Elle est le chef lieu du district du même nom.

## Politique et société
Arlindo Chissale, un journaliste d'investigation en pleine enquête sur des agissements proches de la ville a été arrêté par les forces de polices locales. 
Cette pratique d'arrestation arbitraire des journalistes est fréquente dans la province de Cabo Delgado, avec le journaliste  Ibraimo Mbaruco qui a été lui arrêté à Palma en 2020 et n'a pas été libéré depuis.